# Nicolás Fuentes
Nicolás Fuentes Zegarra (ur. 20 lutego 1941 w Mollendo, zm. 28 października 2015) – piłkarz peruwiański grający podczas kariery na pozycji obrońcy.

## Kariera klubowa
Nicolás Fuentes karierę piłkarską rozpoczął w 1961 roku w klubie Atlético Chalaco Callao. Kolejnym jego klubem było stołeczne Universitario, w którym występował w latach 1964–1971. Z Universitario czterokrotnie zdobył mistrzostwo Peru w 1964, 1966, 1967 i 1969. W latach 1971–1972 był zawodnikiem klubu Defensor Lima, z którego powrócił w 1973 do macierzystego Atlético Chalaco.
Ostatnim klubem w jego karierze był Club Sporting Cristal, w którym w 1975 zakończył karierę.

## Kariera reprezentacyjna
W reprezentacji Peru Fuentes zadebiutował 3 kwietnia 1965 w przegranym 0-1 towarzyskim meczu z Paragwajem.
W 1970 uczestniczył w Mistrzostwach Świata. Na turnieju w Meksyku Peru odpadło w ćwierćfinale, a Fuentes wystąpił we wszystkich czterech meczach z Bułgarią, Marokiem, RFN oraz Brazylią.
Ostatni raz w reprezentacji wystąpił 27 lipca 1971 w zremisowanym 0-0 towarzyskim meczu z Paragwajem.
Od 1965 do 1971 Fuentes rozegrał w reprezentacji Peru 17 spotkań.